# Osmotherapie
Bei der Osmotherapie werden dem Körper mittels intravenöser Infusionen osmotisch wirksame Substanzen zugeführt. In der Regel handelt es sich um hochkonzentrierte Lösungen von Zuckeralkoholen (z. B. Mannit, Sorbit). Durch ihren hohen osmotischen Druck sollen sie Flüssigkeiten binden, die sich im Gewebe angesammelt haben, so dass diese über die Nieren ausgeschieden werden können. Durch den Wasserentzug können Ödeme behandelt werden. Die früher weiter gefassten Anwendungsgebiete der Osmotherapie (Lungenödem, Bronchitis oder frische seröse Pleuritis) haben durch die entstehende Rechtsherzbelastung eine Indikationseinschränkung erfahren. Die Osmotherapie wird vor allem zur Behandlung des krisenhaften Anstiegs des Hirndrucks (intrakranieller Druck, ICP) angewendet. Bei einem Schädel-Hirn-Trauma ist Mannit die erste Wahl und könnte theoretisch die Letalität bei Anwendung einer mittels Druckmessung gesteuerten Indikation senken.
Weitere Anwendungsgebiete sind die Senkung eines akut erhöhten Augeninnendrucks (Glaukom) und die Aufrechterhaltung des Harnflusses bei einem drohenden Nierenversagen. Die gezielte Einleitung einer osmotischen Diurese kann in der Diagnostik einer unzureichenden Harnbildung (Oligurie, Anurie) durchgeführt werden.

## Historisches
Die Hirndrucksenkung mit hypertonen Lösungen wurde 1919 von L. Weed und McKibben eingeführt. Im Jahr 1920 wurde das Verfahren der künstlichen Druckdifferenz von Gewebe durch Max Bürger und  Erich Hagemann beschrieben. Das Verfahren wurde z. B. bei Kampfstoffvergiftungen im Ersten Weltkrieg erfolgreich angewendet und diente zur Entgiftung und auch zur Behandlung von Lungen- und Hirnödemen.